# 샤카르파리안

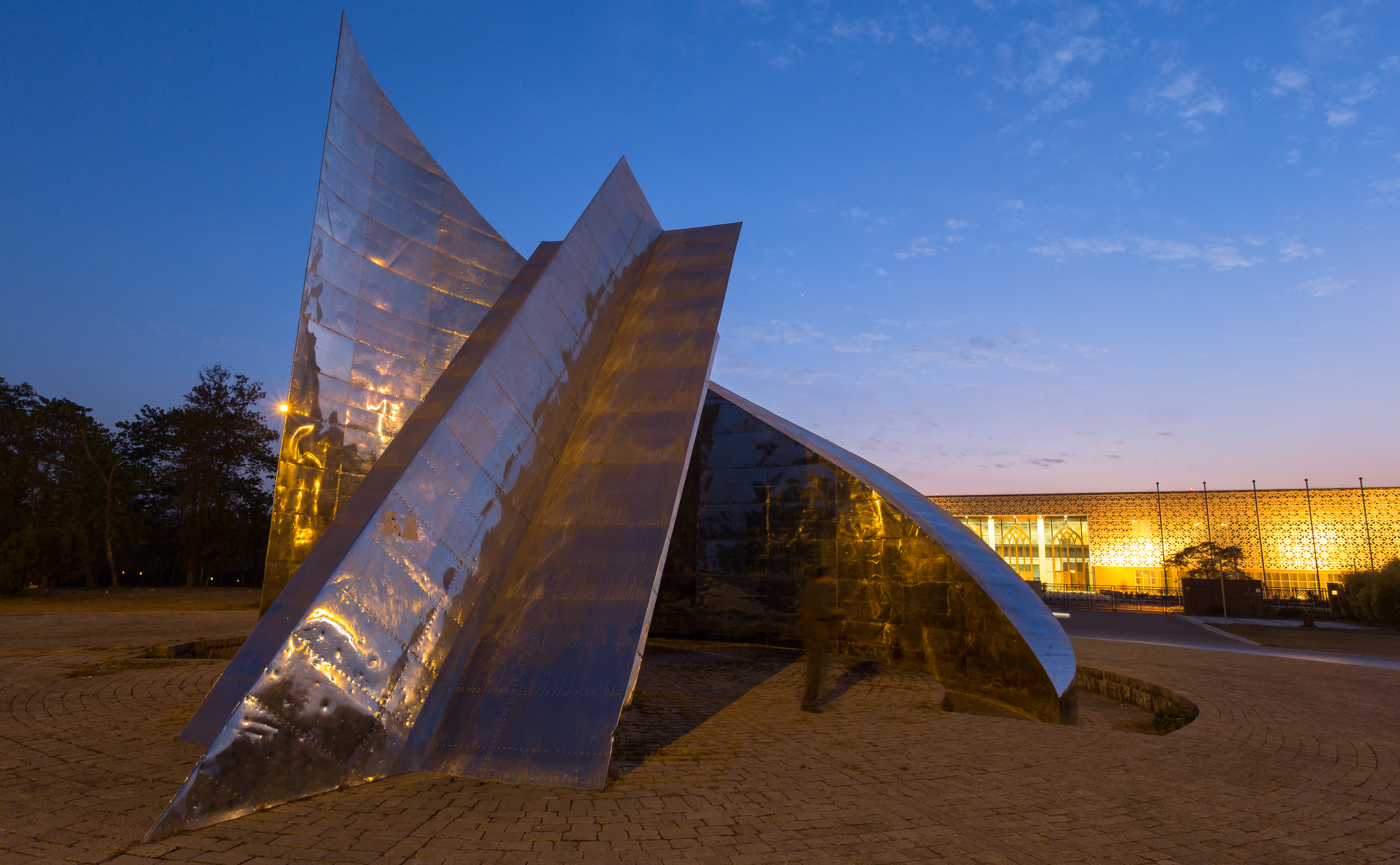

샤카르파리안(우르두어: شکر پڑیاں)은 파키스탄 이슬라마바드의 언덕이자 지역 공원이다.
중심가 남쪽의 나지막한 언덕에 조성되어 있는 공원으로 두 도시를 바라볼 수 있는 전망대가 둘 있다. 이스튼뷰 포인트에서는 이슬라마바드의 정부기관 건물과 세계 최대의 샤 파이살 모스크 등을 볼 수 있으며, 웨스트 뷰 포인트에서는 리왈핀디 옛시가지와 라왈 호수, 스포츠 스타디움을 볼 수가 있다. 북쪽에는 20,000km2의 부지에 250종의 장미와 12종류의 자스민을 심어 놓은 로즈자스민 가든이 있다.